# Halfords
Halfords Group plc – brytyjskie przedsiębiorstwo będące właścicielem sieci sklepów, oferujących m.in. akcesoria i części samochodowe, systemy car-audio i nawigacji satelitarnej, rowery oraz akcesoria kempingowe i turystyczne, oraz stacji obsługi pojazdów (Halfords Autocentre). Siedziba przedsiębiorstwa mieści się w Redditch, w Anglii.
Przedsiębiorstwo zostało założone w 1892 roku przez F. W. Rushbrooke'a, który otworzył w Birmingham sklep z narzędziami. W 2011 Halfords było właścicielem ponad 460 sklepów na terenie Wielkiej Brytanii i Irlandii oraz około 250 stacji obsługi pojazdów, zatrudniając ponad 11 000 pracowników.
Spółka jest notowana na giełdzie London Stock Exchange (symbol akcji: HFD).